# Hugo Pérez (labdarúgó, 1968)
Hugo Leonardo Pérez (Avellaneda, 1968. október 6. –) argentin válogatott labdarúgó.

## Pályafutása

### Klubcsapatban
Pályafutása során játszott Avellaneda két nagy csapatában a Racing Clubban és az Independienteben. Továbbá játszott a Ferro Carril Oeste, az Estudiantes és a spanyol Sporting Gijón együtteseiben is.

### A válogatottban
1993 és 1995 között 14 alkalommal játszott az argentin válogatottban és 3 gólt szerzett. Részt vett az 1988. évi nyári olimpiai játékokon, az 1994-es világbajnokságon, az 1995-ös konföderációs kupán, és az 1995-ös Copa Américán.

## Külső hivatkozások
- Hugo Pérez (labdarúgó, 1968) adatlapja a National-Football-Teams.com oldalon (angolul)

- Hugo Pérez (francia, angol nyelven). FootballDatabase.eu